# 航空保安大学校
航空保安大學校（日语：／ Kōkū Hoan Daigakkō */?）是日本政府為培养航空管制和航空保安职员等而設立的學校，屬国土交通省直辖学校。与一般的大学不同，学生身份是国土交通省的职员，有工资收入。毕业后分配到国土交通省所辖的国內机场或航空交通管制部，成为航空保安职员，在各自单位或者航空保安大学校岩沼研修中心继续深造研究。

## 概要
航保大的前身是1959年開設的航空職員訓練所，負責航空保安職員的教育訓練。設置依據法令為國土交通省組織令第192條。高中畢業程度且通過航空保安大學校採用考試的航空保安大學校學生可選擇航空情報科（航空管制運航情報官與航空管制通信官的養成）、航空電子科（航空管制技術官的養成），大學畢業程度且通過航空管制官採用考試的可研修航空管制官基礎研修課程。採用考試是由人事院舉辦的國家公務員專門職試驗。此外，航空保安大學校也作為現役航空保安職員的研修設施。
過去本校位於東京都大田區羽田空港的羽田机场，但由於設備老化，加上學校用地因羽田机场擴張整備成為再整理地區，2008年4月遷移至關西國際機場對岸的大阪府泉佐野市臨空城。
航空管制官的養成雖分為大學畢業程度的專修科與高中畢業程度的本科航空管制科，但本科航空管制科已於2008年度結束招生，2009年度廢止。因此，2009年度起，僅有通過航空管制官採用試驗（大學畢業程度）並完成基礎研修課程才可成為航空管制官。
本校的運動場、網球場、體育館與14層學生宿舍合設。本科為全住宿制，而航空管制官基礎研修課程的研修生則依意願選擇。
為了提升民眾對航空保安業務的理解、關心，並吸引人才報考航空保安職員，一年舉行兩次開放校園活動，民眾可參觀研修設施與宿舍。另還舉行體育大會與體育交流。
位於宮城縣岩沼市的岩沼研修中心，是讓航空保安職員研習高度知識、技能的研修設施。一旁的仙台機場是東北地方天候較佳的機場，並且設有各種無線訓練設施供研修者使用。岩沼研修中心有校舍4棟、雷達局舍、NAV局舍、餐廳、研修生宿舍4棟、車庫、倉庫等。

## 沿革
- 1959年 以航空管制官的研修为目的，在东京国际机场设立研修室和航空职员训练所
- 1965年 运输省航空局技术部设立航空保安职员训练中心
- 1967年 航空保安职员训练中心改名为航空保安职员研修所
- 1969年 新厅舍开始本科（航空管制科2年制,航空通信科1年制,航空电子科1年制）的研修
- 1970年 航空电子科改为2年制
- 1971年 航空通信科改为2年制。航空保安职员研修所改为航空保安大学校
- 1974年 航空保安大学校岩沼分校设立。
- 1986年 航空通信科改为航空情報科
- 1997年 设立研修調整官
- 1998年 航空管制科・航空情報科・航空电子科设置科长
- 2002年 航空保安大学校岩沼分校改为航空保安大学校岩沼研修中心
- 2008年 起遷移至大阪府泉佐野市臨空城
- 2009年 本科航空管制科停止招生。
- 2010年 本科航空管制科結束。專修科名改為「航空管制官」基礎研修課程。
- 2013年 成為國際民用航空組織（ICAO）TRAINAIR PLUS Programme正式會員。
- 2016年 航空管制官基礎研修課程進階生的研修期間改為八個月（職前生為1年）。

## 設置過程

### 本校
- 本科-2年制（高中畢業通過航空保安大學校學生採用試驗）
  - 航空情報科
  - 航空電子科
- 基礎研修
  - 航空管制官（大學畢業通過航空管制官採用試驗），職前訓練1年、進階訓練8個月
  - 航空管制運航情報職員
  - 航空管制技術職員
  - 系統專門官
- 特別研修

### 岩沼研修中心
- 管制科
- 系統科
- 運用科
- 無線科
- 特別研修室

## 所在地

### 本校
〒598-0047大阪府泉佐野市臨空往來南3-11
- JR關西機場線、南海電鐵機場線臨空城站下車步行4分
- 阪神高速4號灣岸線泉佐野南出入口、關西機場自動車道泉佐野交流道5分

### 岩沼研修中心
〒989-2421宮城縣岩沼市下野鄉字北長沼4
- JR東北本線、常磐線館腰站搭車10分
- 仙台機場搭車10分

## 关联项目
- 航空交通管制
- 国土交通省
- 机场